# Mommark
Mommark (deutsch Mummark, südjütisch bzw. Alsisk: Momarg) ist eine kleine Hafenstadt mit weniger als 200 Einwohnern an der Ostküste der dänischen Insel Als (deutsch Alsen).
Die Stadt gehört zur Kirchspielsgemeinde (dänisch Sogn) Lysabild Sogn in der Sønderborg Kommune in der Region Syddanmark. Bis zur dänischen Verwaltungsreform von 1970 gehörte die Stadt zum Aabenraa-Sønderborg Amt, danach zur Sydals Kommune im damaligen Sønderjyllands Amt, bis diese mit der dänischen Verwaltungsreform von 2007 in der Sønderborg Kommune aufging.
In früheren Zeiten verkehrten mehrmals täglich Fähren von und nach Faaborg auf der Insel Fyn (dt.: Fünen) (eingestellt 1967, abgelöst durch eine Verbindung Fynshav–Bøjden) und Søby auf der Insel Ærø (eingestellt 2009, abgelöst durch eine Fährverbindung Fynshav–Søby). Seit Einstellung der letzten Fährverbindung wird der Hafen nur noch als Yachthafen genutzt.
Bis 1962 war der Fährhafen von Mommark Endstation der letzten verbliebenen Verbindung der Amtsbanerne på Als von Sønderborg. Diese Strecke wurde 1898 als Meterspurstrecke eröffnet. Im Februar 1933 wurden die übrigen Verbindungen eingestellt, die Verbindung Sønderborg–Mommark wurde auf 1435 mm umgespurt und am 15. Juni 1933 wiedereröffnet. Am 27. Mai 1962 wurde auch diese Strecke eingestellt.